# Экскаватор-дреноукладчик

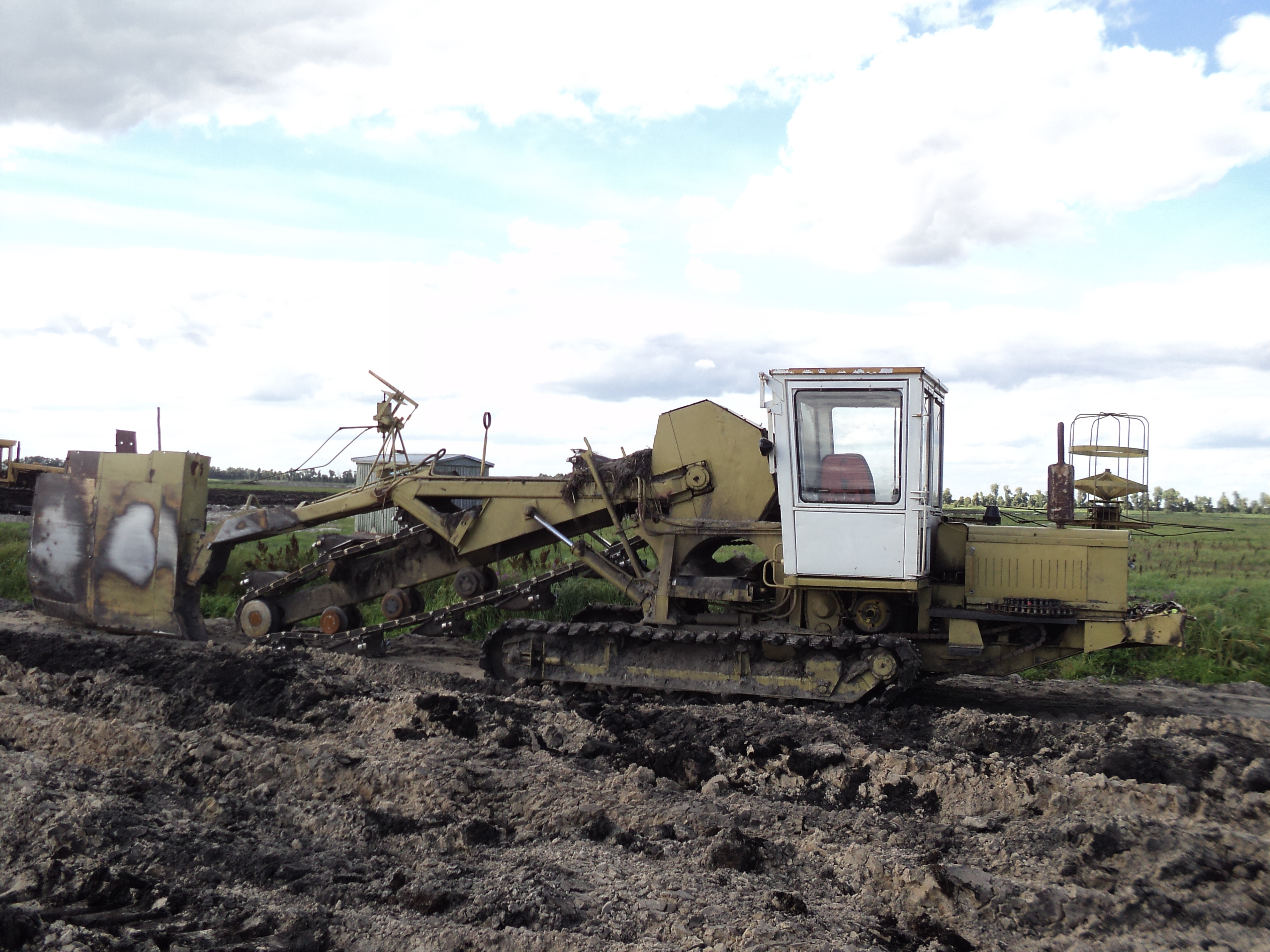
Экскаватор-дреноукладчик ЭТЦ-2011 в Белоруссии. Брестская область, 2011 год.

Экскава́тор-дреноукла́дчик — дренажная машина, представляющая собой траншейный экскаватор с дополнительным оборудованием для прокладки дренажных траншей и укладки в них дренажных труб. Выпускаются экскаваторы-дреноукладчики для зон осушения и зон орошения, приспособленные для укладки керамических и пластмассовых труб. Машина может являться дооборудованным траншейным экскаватором либо исходно проектироваться в качестве дреноукладчика, иметь роторный или цепной рабочий орган. Известны узкотраншейные (с шириной прокладываемой траншеи до 30 сантиметров) и широкотраншейные (с более широкой прокладываемой траншеей) экскаваторы.

## Устройство

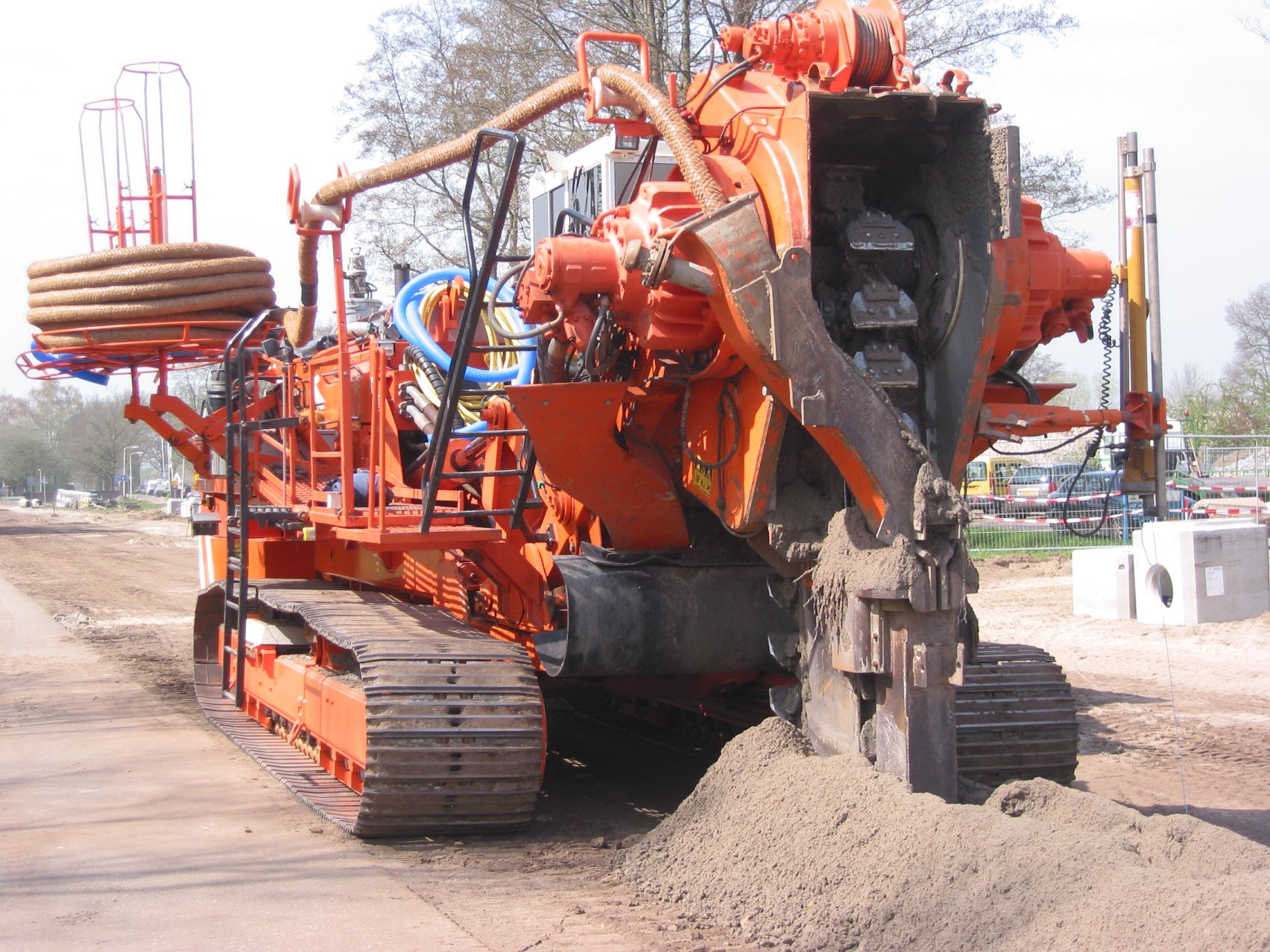
Укладка пластмассовой дренажной трубы экскаватором-дреноукладчиком.

Экскаватор-дреноукладчик представляет собой траншейный экскаватор с роторным или цепным рабочим органом, отрывающий траншею для прокладки дренажной трубы. Во многих случаях укладка трубы производится самой машиной одновременно с отрыванием траншеи, при необходимости труба оборачивается или обкладывается фильтрующим материалом.
Траншея под дренажную трубу, в отличие от обычных траншей, должна иметь заданный продольный уклон дна, чтобы обеспечить стекание отводимой воды в заданном направлении. Экскаватор-дреноукладчик должен выдерживать этот уклон в ходе отрывания траншеи, для этого он оборудуется соответствующей автоматической или полуавтоматической системой, отсутствующей у обычных траншейных экскаваторов. Поскольку глубина траншеи, отрываемой экскаватором, определяется заглублением рабочего органа, то для поддержания заданного уклона дна траншеи рабочий орган экскаватора должен заглубляться или выглубляться в процессе её отрывки. Изменение заглубления рабочего органа производится автоматически (или вручную машинистом экскаватора) по сигналам системы поддержания уклона. Система выдаёт сигналы на органы управления (или машинисту), следуя положению копирного троса, предварительно натянутого с заданным уклоном вдоль оси отрываемой траншеи. В более современных системах копирный трос заменяется лучом оптической (часто лазерной) системы. Датчик, отслеживающий трос или световой луч, располагается на рабочем органе экскаватора. На современных машинах возможно также управление прокладкой траншеи (включая поддержание уклона) с использованием предварительно собранных топографических и геодезических данных
Дренажная труба может быть либо керамической и составляться из отдельных коротких трубок, либо непрерывной пластмассовой. Укладка трубы в отрываемую траншею производится с помощью трубоукладчика, располагающегося на нижнем конце рабочего органа. Трубоукладчик представляет собой опалубку, которая оборудуется направляющими для укладки керамических трубок или пластмассовой трубы, а также бункером для керамических трубок и ёмкостью для фильтрующего материала (например, ёмкостью с песчано-гравийной смесью, которой присыпаются стыки, или лентами, которыми обкладывается пластмассовая труба). При широкотраншейном дренаже внутри дреноукладчика может быть оборудовано рабочее место оператора, который отслеживает укладку трубы, при необходимости поправляет её и осуществляет или контролирует укладку фильтрующего материала. Верхняя часть трубоукладчика может состоять из съёмных панелей, которые ставятся либо удаляются по мере того, как изменяется заглубление рабочего органа; таким образом, верхний край трубоукладчика остаётся примерно на уровне верхнего края траншеи, что облегчает загрузку в трубоукладчик дополнительных трубок и фильтрующего материала. Труба укладывается в выемку, которую оставляет на дне траншеи зачистной башмак, расположенный на нижнем конце рабочего органа. Боковые панели трубоукладчика защищают зону укладки от попадания в неё грунта со стенок траншеи.
Для укладки пластмассовой трубы экскаватор-дреноукладчик оборудуется бухтодержателем.
После укладки дренажной трубы бульдозер засыпает траншею грунтом из отвала. Возможно также оборудование экскаватора транспортёром, засыпающим траншею грунтом (без удаления его в отвал) непосредственно позади зоны укладки дренажной трубы.

## Широкотраншейный и узкотраншейный способ
К преимуществам широкотраншейного способа укладки дренажа относятся низкое тяговое сопротивление, возможность работы в грунтах с камнями и древесными включениями, возможность использования дренажных труб большого диаметра, также облегчается контроль укладки дренажной трубы (становится возможным наличие оператора внутри трубоукладчика). Основными недостатками являются большой объём земляных работ, низкая производительность, сложность рабочего органа, высокая стоимость строительства, а также потеря значительной части почвенного слоя. Узкотраншейный способ позволяет повысить производительность, уменьшить объём земляных работ и потери почвенного слоя, однако при этом ограничивается возможность применения дренажных труб большого диаметра и затрудняется контроль укладки трубы.

### Индексы
Советские и российские экскаваторы-дреноукладчики имеют те же обозначения, что цепные и роторные траншейные экскаваторы, а именно ЭТЦ-XXYYАА и ЭТР-XXYYАА.
Сочетания ЭТЦ и ЭТР означают, соответственно, Экскаватор Траншейный Цепной (Роторный). Устаревшими обозначениями являются ЭТН (Экскаватор Траншейный Навесной), ЭТУ (Экскаватор Траншейный Универсальный), ЭТ (Экскаватор Траншейный), ЭР (Экскаватор Роторный). Вслед за буквенным обозначением следует сочетание из 3—4 цифр, за которыми могут следовать буквы. Первые две цифры XX означают глубину копания в дециметрах, последние цифры YY — номер модели; первая буква (А, Б, В…) означает очередную модернизацию. Таким образом, ЭТЦ-202Б расшифровывается как «экскаватор траншейный цепной, глубина копания до 2 метра, вторая модель, вторая (Б) модернизация».
Используется также обозначение Д (Дреноукладчик) и ДУ (Дреноукладчик Универсальный), например, Д-659, ДУ-4003.

## Производители
Специализированных производителей экскаваторов-дреноукладчиков немного. В Европе одним из них является Mastenbroek Company, в США в дреноукладчики переоборудуются траншейные экскаваторы производства Trencor, Ditch Witch, Vermeer.

### В СССР и России
Первым советским экскаватором-дреноукладчиком был цепной траншейный экскаватор ЭТ-141, выпускавшийся в начале 1950-х годов Дмитровским экскаваторным заводом на базе трактора ДТ-54. В 1957 году ему на смену пришёл ЭТН-142, разработанный на киевском заводе «Красный экскаватор» и после доработки переданный для производства на Таллинский экскаваторный завод.
С 1960-х годов Таллинский экскаваторный завод (с 1975 года — производственное объединение «Таллэкс») стал крупнейшим в СССР и странах СЭВ производителем экскаваторов-дреноукладчиков для мелиоративных работ в зонах осушения. После ЭТН-142 последовательно выпускались машины на оригинальном шасси с цепным рабочим органом ЭТН-171, ЭТЦ-202 (с двумя модернизациями) и ЭТЦ-2011.
В 1960-е годы Брянским заводом дорожных машин было освоено производство цепных экскаваторов-дреноукладчиков для зон осушения. Завод последовательно выпускал модели Д-658, Д-659 (с двумя модификациями) на базе трактора Т-100М, им на смену пришла модель ЭТЦ-406 на базе трактора Т-130М.
Ирмаш совместно с ВНИИГиМ разработал модель универсального дреноукладчика ДУ-4003 с цепным рабочим органом.
В начале 2000-х годов в ВНИИГиМ совместно с ВНИИземмаш совместно разработали экскаватор-дреноукладчик ЭТЦ-2012, являющийся репликой ЭТЦ-2011 на базе российских комплектующих.
В 2010 году Кохановским экскаваторным заводом был изготовлен экспериментальный образец модернизированной версии ЭТЦ-202Б, предприятие планирует возобновить производство этой модели. Этот же завод производит экскаватор-дреноукладчик ЭТЦ-203.